# Chi Tôm gõ mõ
Chi Tôm gõ mõ (Alpheus) là chi tôm thuộc họ cùng tên. Chi này bao hàm hơn 250 loài và là chi lớn nhất trong toàn bộ nhóm tôm thực sự. Giống như các loài tôm gõ mõ khác, các thành viên trong chi Alpheus có cặp càng bất đối xứng với một chiếc càng nhỏ và chiếc càng còn lại rất to có chức năng phát ra âm thanh với cường độ mạnh.

## Danh sách loài
Danh sách các loài thuộc chi Tôm gõ mõ:
- Alpheus acutocarinatus De Man, 1909
- Alpheus acutofemoratus Dana, 1852
- Alpheus adamastor Coutière, 1908
- Alpheus aequus W. Kim & Abele, 1988
- Alpheus agilis Anker, Hurt & Knowlton, 2009
- Alpheus agrogon Ramos, 1997
- Alpheus albatrossae (Banner, 1953)
- Alpheus alcyone De Man, 1902
- Alpheus alpheopsides Coutière, 1905
- Alpheus amblyonyx Chace, 1972
- Alpheus amirantei Coutière, 1908
- Alpheus anchistus De Man, 1920
- Alpheus angulosus McClure, 2002
- Alpheus angustilineatus Nomura & Anker, 2005
- Alpheus antepaenultimus W. Kim & Abele, 1988
- Alpheus architectus De Man, 1897
- Alpheus arenensis (Chace, 1937)
- Alpheus arenicolus Banner & Banner, 1983
- Alpheus arethusa De Man, 1909
- Alpheus armatus Rathbun, 1901
- Alpheus armillatus H. Milne-Edwards, 1837
- Alpheus arnoa Banner, 1957
- Alpheus astrinx Banner & Banner, 1982
- Alpheus audouini
- Alpheus australiensis Banner & Banner, 1982
- Alpheus australosulcatus Banner & Banner, 1982
- Alpheus baccheti Anker, 2010
- Alpheus bahamensis Rankin, 1898
- Alpheus balaenodigitus Banner & Banner, 1982
- Alpheus bannerorum Bruce, 1987e
- Alpheus barbadensis (Schmitt, 1924)
- Alpheus barbatus Coutière, 1897
- Alpheus batesi Banner & Banner, 1964
- Alpheus beanii Verrill, 1922
- Alpheus belli Coutière, 1898
- Alpheus bellimanus Lockington, 1877
- Alpheus bellulus Miya & Miyake, 1969
- Alpheus bicostatus De Man, 1908
- Alpheus bidens (Olivier, 1811)
- Alpheus bisincisus De Haan, 1849
- Alpheus blachei Crosnier & Forest, 1965
- Alpheus bouvieri A.Milne-Edwards, 1878
- Alpheus brachymerus (Banner, 1953)
- Alpheus bradypus Coutière, 1905
- Alpheus brevicristatus De Haan, 1844
- Alpheus brevipes Stimpson, 1860
- Alpheus brevirostris (Olivier, 1811)
- Alpheus brucei Banner & Banner, 1982
- Alpheus bucephaloides Nobili, 1905
- Alpheus bucephalus Coutière, 1905
- Alpheus buchanorum Banner & Banner, 1983
- Alpheus bullatus Barnard, 1955
- Alpheus bunburius Banner & Banner, 1982
- Alpheus californiensis Holmes, 1900
- Alpheus canaliculatus Banner & Banner, 1968
- Alpheus candei Guérin-Méneville, 1856
- Alpheus chacei Carvacho, 1979
- Alpheus chamorro Banner, 1956
- Alpheus chilensis Coutière in Lenz, 1902
- Alpheus chiragricus H. Milne-Edwards, 1837
- Alpheus christofferseni Anker, Hurt & Knowlton, 2007
- Alpheus clamator Lockington, 1877
- Alpheus clypeatus Coutière, 1905
- Alpheus coetivensis Coutière, 1908
- Alpheus collumianus Stimpson, 1860
- Alpheus colombiensis Wicksten, 1988
- Alpheus compressus Banner & Banner, 1981
- Alpheus confusus Carvacho, 1989
- Alpheus coutierei De Man, 1909
- Alpheus crassimanus Heller, 1865
- Alpheus cremnus Banner & Banner, 1982
- Alpheus crinitus Dana, 1852
- Alpheus cristatus Coutière, 1897
- Alpheus cristulifrons Rathbun, 1900
- Alpheus crockeri (Armstrong, 1941)
- Alpheus cylindricus Kingsley, 1878
- Alpheus cythereus Banner & Banner, 1966
- Alpheus dasycheles Coutière, 1908
- Alpheus davaoensis Chace, 1988
- Alpheus dentipes Guérin, 1832
- Alpheus deuteropus Hilgendorf, 1879
- Alpheus diadema Dana, 1852
- Alpheus digitalis De Haan, 1844
- Alpheus dissodontonotus Stebbing, 1915
- Alpheus distinctus W. Kim & Abele, 1988
- Alpheus distinguendus
- Alpheus djeddensis Coutière, 1897
- Alpheus djiboutensis De Man, 1909
- Alpheus dolerus Banner, 1956
- Alpheus edamensis De Man, 1888
- Alpheus edwardsii (Audouin, 1826)
- Alpheus ehlersii De Man, 1909
- Alpheus estuariensis Christoffersen, 1984
- Alpheus euchirus Dana, 1852
- Alpheus eulimene De Man, 1909
- Alpheus euphrosyne De Man, 1897
- Alpheus exilis W. Kim & Abele, 1988
- Alpheus explorator Boone, 1935
- Alpheus facetus De Man, 1908
- Alpheus fagei Crosnier & Forest, 1965
- Alpheus fasciatus Lockington, 1878
- Alpheus fasqueli Anker, 2001
- Alpheus felgenhaueri W. Kim & Abele, 1988
- Alpheus fenneri Bruce, 1994
- Alpheus firmus W. Kim & Abele, 1988
- Alpheus floridanus Kingsley, 1878
- Alpheus foresti Banner & Banner, 1981
- Alpheus formosus Gibbes, 1850
- Alpheus frontalis H.Milne-Edwards, 1837
- Alpheus fujitai Nomura & Anker, 2005
- Alpheus funafutensis Borradaile, 1899
- Alpheus fushima Nomura, 2009
- Alpheus galapagensis Sivertsen, 1933
- Alpheus georgei Banner & Banner, 1982
- Alpheus glaber (Olivi, 1792)
- Alpheus gracilipes Stimpson, 1860
- Alpheus gracilis Heller, 1861
- Alpheus grahami Abele, 1975
- Alpheus haanii Ortmann, A., 1890
- Alpheus hailstonei Coutière, 1905
- Alpheus halesii Kirk, 1887
- Alpheus hebes W. Kim & Abele, 1988
- Alpheus heeia Banner & Banner, 1974
- Alpheus heronicus Banner & Banner, 1982
- Alpheus heterocarpus (Yu, 1935)
- Alpheus heterochaelis Say, 1818
- Alpheus heurteli Coutière, 1897
- Alpheus hippothoe De Man, 1888
- Alpheus holthuisi Ribeiro, 1964
- Alpheus homochirus (Yu, 1935)
- Alpheus hoonsooi W. Kim & Abele, 1988
- Alpheus hoplites Nobili, 1906
- Alpheus hoplocheles Coutière, 1897
- Alpheus hortensis Wicksten & McClure, 2003
- Alpheus hululensis Coutière, 1905
- Alpheus hutchingsae Banner & Banner, 1982
- Alpheus hyeyoungae W. Kim & Abele, 1988
- Alpheus hyphalus Chace, 1988
- Alpheus idiocheles Coutière, 1905
- Alpheus immaculatus Knowlton & Keller, 1983
- Alpheus inca Wicksten & G. Méndez, 1981
- Alpheus inopinatus Holthuis & Gottlieb, 1958
- Alpheus intrinsecus Bate, 1888
- Alpheus japonicus Miers, 1879
- Alpheus javieri Anker, Hurt & Knowlton, 2009
- Alpheus kagoshimanus Hayashi & Nagata, 2000
- Alpheus kuroshimensis Nomura & Anker, 2005
- Alpheus labis Banner & Banner, 1982
- Alpheus lacertosus W. Kim & Abele, 1988
- Alpheus ladronis Banner, 1956
- Alpheus lanceloti Coutière, 1905
- Alpheus lanceostylus Banner, 1959
- Alpheus latus W. Kim & Abele, 1988
- Alpheus lepidus De Man, 1908
- Alpheus leptocheles Banner & Banner, 1975
- Alpheus leptochiroides De Man, 1909
- Alpheus leptochirus Coutière, 1905
- Alpheus leviusculus Dana, 1852
- Alpheus lobidens De Haan, 1849
- Alpheus longecarinatus Hilgendorf, 1879
- Alpheus longichaelis Carvacho, 1979
- Alpheus longiforceps Hayashi & Nagata, 2002
- Alpheus longinquus W. Kim & Abele, 1988
- Alpheus lottini Guérin-Méneville, 1829
- Alpheus luciae Barnar
- Alpheus lutosus Anker & De Grave, 2009
- Alpheus macellarius Chace, 1988
- Alpheus macrocheles (Hailstone, 1835)
- Alpheus macrochirus Richters
- Alpheus macrodactylus
- Alpheus macroskeles Alcock & Anderson, 1899
- Alpheus maindroni Coutière, 1898
- Alpheus malabaricus (Fabricius, 1775)
- Alpheus malleator Dana, 1852
- Alpheus malleodigitus (Bate, 1888)
- Alpheus martini W. Kim & Abele, 1988
- Alpheus mazatlanicus Wicksten, 1983
- Alpheus microrhynchus De Man, 1897
- Alpheus microscaphis (Banner, 1959)
- Alpheus microstylus (Bate, 1888)
- Alpheus miersi Coutière, 1898
- Alpheus migrans Lewinsohn & Holthuis, 1978
- Alpheus millsae Anker, Hurt & Knowlton, 2007
- Alpheus minikoensis Coutière
- Alpheus mitis Dana, 1852
- Alpheus moretensis Banner & Banner, 1982
- Alpheus naos Anker, Hurt & Knowlton, 2007
- Alpheus nipa Banner & Banner, 1985
- Alpheus nobili Banner & Banner, 1966
- Alpheus nonalter Kensley, 1969
- Alpheus normanni Kingsley, 1878
- Alpheus notabilis Stebbing, 1915
- Alpheus novaezealandiae Miers, 1876
- Alpheus nuttingi (Schmitt, 1924)
- Alpheus oahuensis (Banner, 1953)
- Alpheus obesomanus Dana, 1852
- Alpheus ovaliceps Coutière, 1905
- Alpheus pachychirus Stimpson, 1860
- Alpheus pacificus Dana, 1852
- Alpheus packardii Kingsley, 1880
- Alpheus paludicola Kemp, 1915
- Alpheus panamensis Kingsley, 1878
- Alpheus papillosus Banner & Banner, 1982
- Alpheus paracrinitus Miers, 1881
- Alpheus paradentipes Coutière, 1905
- Alpheus paraformosus Anker, Hurt & Knowlton, 2008
- Alpheus paragracilis Coutière
- Alpheus paralcyone Coutière, 1905
- Alpheus paralpheopsides Coutière, 1905
- Alpheus parasocialis Banner & Banner, 1982
- Alpheus pareuchirus Coutière, 1905
- Alpheus parvimaculatus Nomura & Anker, 2005
- Alpheus parvirostris Dana, 1852
- Alpheus parvus De Man, 1909
- Alpheus peasei (Armstrong, 1940)
- Alpheus percyi Coutière, 1908
- Alpheus perezi Coutière, 1908
- Alpheus perplexus Banner, 1956
- Alpheus philoctetes De Man, 1909
- Alpheus platydactylus Coutière, 1897
- Alpheus platyunguiculatus (Banner, 1953)
- Alpheus polystictus Knowlton & Keller, 1985
- Alpheus polyxo De Man, 1909
- Alpheus pontederiae Rochebrune, 1883
- Alpheus pouang Christoffersen, 1979
- Alpheus praedator De Man, 1908
- Alpheus proseuchirus De Man, 1908
- Alpheus pseudopugnax (Banner, 1953)
- Alpheus puapeba Christoffersen, 1979
- Alpheus pubescens De Man, 1908
- Alpheus pugnax Dana, 1852
- Alpheus pustulosus Banner & Banner, 1968
- Alpheus quasirapacida Chace, 1988
- Alpheus randalli Banner & Banner, 1980
- Alpheus rapacida De Man, 1908
- Alpheus rapax Fabricius, 1798
- Alpheus rectus W. Kim & Abele, 1988
- Alpheus ribeiroa Anker & Dworschak, 2004
- Alpheus richardsoni Yaldwyn, 1971
- Alpheus romensky Burukovsky, 1990
- Alpheus roquensis Knowlton & Keller, 1985
- Alpheus roseodigitalis Nomura & Anker, 2005
- Alpheus rostratus W. Kim & Abele, 1988
- Alpheus ruber
- Alpheus rugimanus A. Milne-Edwards, 1878
- Alpheus samoa Banner & Banner, 1966
- Alpheus savuensis De Man, 1908
- Alpheus saxidomus Holthuis, 1980
- Alpheus schmitti Chace, 1972
- Alpheus scopulus W. Kim & Abele, 1988
- Alpheus serenei Tiwari, 1964
- Alpheus sibogae De Man, 1908
- Alpheus simus Guérin-Méneville, 1856
- Alpheus sizou Banner & Banner, 1967
- Alpheus socialis Heller, 1862
- Alpheus soelae Banner & Banner, 1986
- Alpheus soror Bruce, 1999
- Alpheus spatulatus Banner & Banner, 1968
- Alpheus splendidus Coutière, 1897
- Alpheus spongiarum Coutière, 1897
- Alpheus stanleyi Coutière, 1908
- Alpheus stantoni Banner & Banner, 1986
- Alpheus staphylinus Coutière, 1908
- Alpheus stephensoni Banner & Smalley, 1969
- Alpheus strenuus Dana, 1852
- Alpheus styliceps Coutière, 1905
- Alpheus sublucanus (Forsskål, 1775)
- Alpheus sudara Banner & Banner, 1966
- Alpheus sulcatus Kingsley, 1878
- Alpheus suluensis Chace, 1988
- Alpheus supachai Banner & Banner, 1966
- Alpheus superciliaris Coutière, 1905
- Alpheus talismani Coutière, 1898
- Alpheus tasmanicus Banner & Banner, 1982
- Alpheus tenuicarpus De Man, 1908
- Alpheus tenuipes De Man, 1910
- Alpheus tenuis W. Kim & Abele, 1988
- Alpheus thomasi Hendrix & Gore, 1973
- Alpheus tirmiziae Kazmi, 1974
- Alpheus tricolor Anker, 2001
- Alpheus triphopus Nobili, 1906
- Alpheus tuberculosus Osorio, 1892
- Alpheus tungii Banner & Banner, 1966
- Alpheus umbo W. Kim & Abele, 1988
- Alpheus utriensis Ramos & von Prahl, 1989
- Alpheus vanderbilti Boone, 1930
- Alpheus villosus (Olivier, 1811)
- Alpheus villus W. Kim & Abele, 1988
- Alpheus viridari (Armstrong, 1949)
- Alpheus waltervadi Kensley, 1969
- Alpheus websteri Kingsley, 1880
- Alpheus wickstenae Christoffersen & Ramos, 1987
- Alpheus williamsi Bruce, 1994
- Alpheus xanthocarpus Anker, Hurt & Knowlton, 2008
- Alpheus xishaensis R. Liu & Lan, 1980
- Alpheus zimmermani Anker, 2007
- Alpheus zulfaquiri Kazmi, 1982